# Палево
Палево — село в Тымовском городском округе Сахалинской области России.

## География
Расположено в Тымовской долине на берегу реки Красной (левый приток р. Тымь), в 27 км от районного центра — посёлка городского типа Тымовское.

## История
Основан в 1886 году на месте нивхского селение Пальво, название которого в переводе означает «горное селение».

## Население
| 2002 | 2010 | 2013 | 2021 |
| ---- | ---- | ---- | ---- |
| 87   | ↘52  | ↘47  | ↘24  |

По переписи 2002 года население — 87 человек (49 мужчин, 38 женщин). Преобладающая национальность — русские (84 %).

## Инфраструктура
Личное подсобное хозяйство с зоной сельскохозяйственного использования, индивидуальная застройка усадебного типа.

## Транспорт
Остановка общественного транспорта «Палево».
Имеет железнодорожную станцию Палево на линии Корсаков — Ноглики.